# Simon Okoro
Simon Okoro (* 18. Dezember 2003) ist ein nigerianischer Basketballspieler.

## Werdegang
Okoro spielte in der Nachwuchsabteilung des Vienna D.C. Timberwolves und unterschrieb 2021 einen Vertrag beim Zweitligisten Union Deutsch Wagram.
In der Saison 2022/23 bestritt Okoro bei den Kapfenberg Bulls seine ersten Einsätze in der Superliga, der höchsten Spielklasse Österreichs.